# Mistrzostwa Świata w Kolarstwie Szosowym 1992
65. Mistrzostwa świata w kolarstwie szosowym – zawody kolarskie, które odbyły się  w dniach  5–6 września 1992 w hiszpańskim mieście Benidorm. Były to czwarte zorganizowane w tym kraju mistrzostwa świata w kolarstwie szosowym (poprzednio w 1965, 1973 i 1984). Jedynie Włoch Gianni Bugno w wyścigu ze startu wspólnego elity zdołał obronić tytuł mistrza świata.
Rozegrano tylko wyścig ze startu wspólnego mężczyzn oraz jazdę drużynową na czas kobiet, ponieważ pozostałe konkurencje rozgrywane zazwyczaj na mistrzostwach odbyły się w tym samym roku na igrzyskach olimpijskich w Barcelonie.
Bardzo nieudany był start reprezentantów Polski, bowiem nie tylko nie zdobyli oni żadnego medalu, ale nikomu nie udało się zająć miejsca w pierwszej dziesiątce. Najlepszym osiągnięciem było zajęcie 54. miejsca przez Marka Szerszyńskiego w wyścigu ze startu wspólnego.

## Kalendarium zawodów
| Kalendarz MŚ w Kolarstwie Szosowym 1992 |      |      |      |      |      |
| Konkurencja (dystans)                   | Data | Data | Data | Data | Data |
| Konkurencja (dystans)                   | 5.09 | 6.09 |      |      |      |
| Mężczyźni                               |      |      |      |      |      |
| Wyścig ze startu wspólnego (261,6 km)   |      |      |      |      |      |
| Kobiety                                 |      |      |      |      |      |
| Jazda drużynowa na czas (50 km)         |      |      |      |      |      |

## Lista uczestniczących reprezentacji
W mistrzostwach świata w kolarstwie szosowym brało udział 249 osób (56 kobiet i 193 mężczyzn) z 30 reprezentacji. Najliczniejsze reprezentacje wystawiły: Włochy (17 osób), Francja (16), Hiszpania (16), Holandia (16) i Niemcy (16). 
| Lp. | Reprezentacja | (Kobiety / Mężczyźni) – Łącznie |
| 1.  | Australia     | (0 / 4) – 4                     |
| 2.  | Austria       | (0 / 5) – 5                     |
| 3.  | Belgia        | (0 / 12) – 12                   |
| 4.  | Czechy        | (4 / 1) – 5                     |
| 5.  | Dania         | (0 / 12) – 12                   |
| 6.  | Estonia       | (0 / 1) – 1                     |
| 7.  | Francja       | (4 / 12) – 16                   |
| 8.  | Hiszpania     | (4 / 12) – 16                   |
| 9.  | Holandia      | (4 / 12) – 16                   |
| 10. | Irlandia      | (0 / 3) – 3                     |
| 11. | Japonia       | (0 / 6) – 6                     |

| Lp. | Reprezentacja     | (Kobiety / Mężczyźni) – Łącznie |
| 12. | Kanada            | (0 / 6) – 6                     |
| 13. | Kolumbia          | (0 / 12) – 12                   |
| 14. | Litwa             | (4 / 6) – 10                    |
| 15. | Łotwa             | (0 / 1) – 1                     |
| 16. | Meksyk            | (0 / 2) – 2                     |
| 17. | Niemcy            | (4 / 12) – 16                   |
| 18. | Norwegia          | (4 / 5) – 9                     |
| 19. | Nowa Zelandia     | (4 / 0) – 4                     |
| 20. | Polska            | (0 / 4) – 4                     |
| 21. | Południowa Afryka | (0 / 2) – 2                     |
| 22. | Portugalia        | (0 / 9) – 9                     |

| Lp.   | Reprezentacja     | (Kobiety / Mężczyźni) – Łącznie |
| 23.   | Rosja             | (4 / 6) – 10                    |
| 24.   | Stany Zjednoczone | (4 / 11) – 15                   |
| 25.   | Szwajcaria        | (0 / 12) – 12                   |
| 26.   | Szwecja           | (4 / 0) – 4                     |
| 27.   | Ukraina           | (4 / 3) – 7                     |
| 28.   | Wenezuela         | (0 / 3) – 3                     |
| 29.   | Wielka Brytania   | (4 / 6) – 10                    |
| 30.   | Włochy            | (4 / 13) – 17                   |
| Razem | Razem             | (56 / 193) – 249                |

### Reprezentacja Polski
Do mistrzostw świata Polski Związek Kolarski zgłosił tylko 4 zawodników do wyścigu ze startu wspólnego. 
| Reprezentacja Polski na MŚ w Kolarstwie Szosowym 1992 |                   |                   |               |
| Lp.                                                   | Zawodnik          | Grupa             | Konkurencja   |
| Mężczyźni                                             |                   |                   |               |
| 1.                                                    | Marek Kulas       | La William-Duvel  | start wspólny |
| 2.                                                    | Zbigniew Spruch   | Lampre-Colnago    | start wspólny |
| 3.                                                    | Marek Szerszyński | Lampre-Colnago    | start wspólny |
| 4.                                                    | Cezary Zamana     | Subaru-Montgomery | start wspólny |

## Obrońcy tytułów
| Mężczyźni                  |               |         |
| Konkurencja                | Mistrz świata | Uwagi   |
| Elita                      |               |         |
| Wyścig ze startu wspólnego | Gianni Bugno  | miejsce |

| Kobiety                 |         |         |
| Konkurencja             | Drużyna | Uwagi   |
| Elita                   |         |         |
| Jazda drużynowa na czas | Francja | miejsce |

## Medaliści
| Konkurencja dystans – (data) (liczba startujących)                          | Złoto:                                                                           | Czas (prędkość)       | Srebro:                                                           | Czas   | Brąz:                                                                           | Czas   |
| Mężczyźni                                                                   |                                                                                  |                       |                                                                   |        |                                                                                 |        |
| Elita                                                                       |                                                                                  |                       |                                                                   |        |                                                                                 |        |
| Wyścig ze startu wspólnego 261,6 km – (6 września) (193 zaw. z 28 rep.)     | Gianni Bugno                                                                     | 6:34:28 (39,790 km/h) | Laurent Jalabert                                                  | + 0:00 | Dmitrij Konyszew                                                                | + 0:00 |
| Kobiety                                                                     |                                                                                  |                       |                                                                   |        |                                                                                 |        |
| Jazda drużynowa na czas 50 km – (5 września) (14 druż. – 56 zaw. z 14 rep.) | Stany Zjednoczone Danute Bankaitis-Davis Jan Bolland Jeanne Golay Eve Stephenson | 1:03:30 (47,243 km/h) | Francja Corinne Le Gal Jeannie Longo Catherine Marsal Cécile Odin | + 0:13 | Rosja Gulnara Fatkulina Natalja Grinina Aleksandra Kolasiewa Nadieżda Kibardina | + 0:46 |

## Szczegóły
| Miejsce | Zawodnik              | Narodowość | Czas    |
| złoto   | Gianni Bugno          | Włochy     | 6:34:28 |
| srebro  | Laurent Jalabert      | Francja    | + 0:00  |
| brąz    | Dmitrij Konyszew      | Rosja      | + 0:00  |
| 4       | Tony Rominger         | Szwajcaria | + 0:00  |
| 5       | Steven Rooks          | Holandia   | + 0:00  |
| 6       | Miguel Indurain       | Hiszpania  | + 0:00  |
| 7       | Pēteris Ugrjumovs     | Łotwa      | + 0:00  |
| 8       | Luc Leblanc           | Francja    | + 0:00  |
| 9       | Luc Roosen            | Belgia     | + 0:00  |
| 10      | Jean-François Bernard | Francja    | + 0:00  |
|         |                       |            |         |
| 54      | Marek Szerszyński     | Polska     | + 7:24  |
| 56      | Zbigniew Spruch       | Polska     | + 7:24  |
| 81      | Marek Kulas           | Polska     | + 10:20 |
| 88      | Cezary Zamana         | Polska     | + 19:20 |

| Miejsce | Drużyna           | Zawodniczki                                                                     | Czas    |
| złoto   | Stany Zjednoczone | Eve Stephenson Jeanne Golay Jan Bolland Danute Bankaitis-Davis                  | 1:03:30 |
| srebro  | Francja           | Corinne Le Gal Jeannie Longo Catherine Marsal Cécile Odin                       | + 0:13  |
| brąz    | Rosja             | Gulnara Fatkulina Natalja Grinina Aleksandra Kolasiewa Nadieżda Kibardina       | + 0:46  |
| 4       | Włochy            | Antonella Bellutti Roberta Bonanomi Alessandra Cappellotto Maria Paola Turcutto | + 0:58  |
| 5       | Litwa             | Aiga Zagorska Daiva Capelienė Natalia Olsevskaja Liuda Triabaitė                | + 1:10  |
| 6       | Ukraina           | Tamara Polakowa Jelena Oguj Switłana Hihlewa Iryna Denisuk                      | + 1:42  |
| 7       | Holandia          | Leontien van Moorsel Ingrid Haringa Astrid Schop Lenie Dijkstra                 | + 1:46  |
| 8       | Nowa Zelandia     | Joann Burke Kay Jones Kathy Lynch Denise Taylor                                 | + 2:09  |
| 9       | Hiszpania         | Ainhoa Artolazábal Yosune Artolazábal Teodora Ruano Yosuno Gorostidi            | + 2:38  |
| 10      | Norwegia          | Ingunn Bollerud Monica Valvik May Britt Våland Gunhild Ørn                      | + 2:51  |

## Tabela medalowa
| Tabela medalowa |                   |       |        |      |       |
| Miejsce         | Reprezentacja     | Złoto | Srebro | Brąz | Razem |
| 1               | Stany Zjednoczone | 1     | 0      | 0    | 1     |
| 1               | Włochy            | 1     | 0      | 0    | 1     |
| 3               | Francja           | 0     | 2      | 0    | 2     |
| 4               | Rosja             | 0     | 0      | 2    | 2     |